# 청색거성
천문학에서 청색 거성(靑色 巨星, 영어: Blue giant star)은 광도 분류에서 III형(거성) 또는 II형(밝은 거성)인 뜨거운 별이다. 이러한 별들은 표준 헤르츠스프룽-러셀 도표에서 주계열의 약간 오른쪽 위에 놓여있다.
용어는 각자 다른 진화 단계에 있는 여러 가지 별에 적용되는데, 이들 모두 주계열에서 진화한 별이지만 약간씩 다른 공통점을 가진다. 그래서 청색거성은 특정한 유형의 별보다는 단순하게 HR 도표의 특정 영역에 있는 별을 표현한다. 청색거성은 무겁고 덜 흔한 별에서 진화하며, 이 단계에서의 수명이 짧기 때문에 적색거성보다 훨씬 희귀하다.
청색거성이라는 명칭은 종종 매우 크고 뜨거운 주계열성과 같이, 다른 무겁고 밝은 별을 일컫는데 잘못 사용되기도 한다.

## 특징

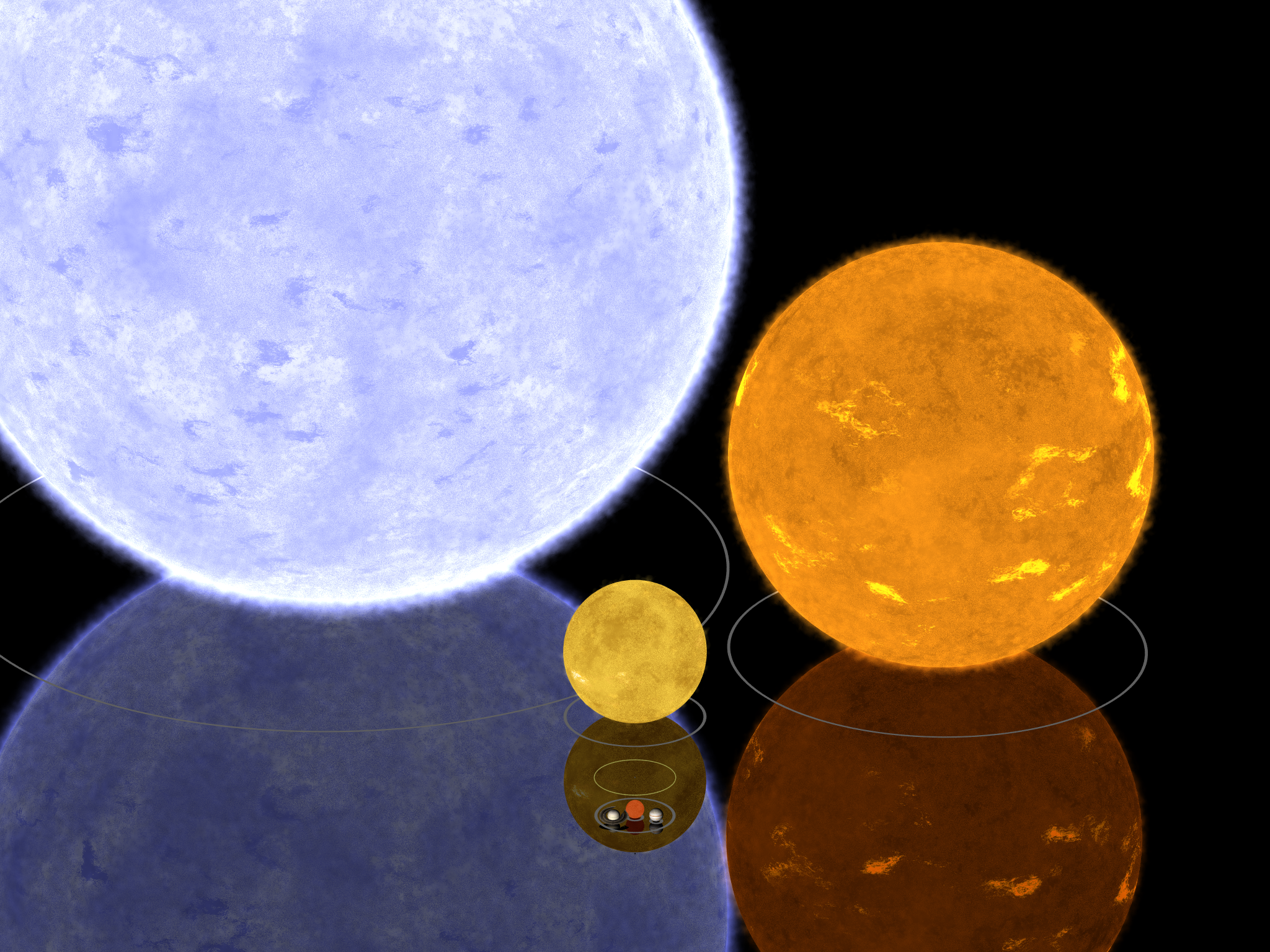
청색거성 벨라트릭스와 알골 B, 태양, 적색왜성, 일부 행성의 비교.

청색거성은 엄격히 정의된 단어가 아니어서 서로 다른 다양한 유형의 별에 폭넓게 사용되었다. 이들이 가진 공통점은 동일한 질량 및 온도의 주계열성과 비교해서 크기와 광도가 조금 증가했다는 점과, 청색으로 불리기에 충분하는 점이다. 이는 분광형이 O형, B형, 때때로 A형 초반임을 의미한다. 이들의 표면온도는 약 10,000 K 이상이고, 영년 주계열성일 때의 질량은 태양(M☉)보다 두 배 이상 크며, 절대등급은 0등급 이상이다. 이러한 별들의 반지름은 태양의 반지름(R☉)의 100배까지인 적색거성에 비해서, 고작 5~10배이다.
청색거성으로 표현되는 매우 차갑고 어두운 별은, 적색거성 단계를 지난 중간 질량의 별이 현재 핵에서 헬륨을 연소하고 있는 단계인 수평가지에 있다. 질량과 화학 조성에 기반하여 이러한 별들은 서서히 청색쪽으로 이동한다. 중심핵에의 헬륨이 고갈되면 다시 적색쪽으로 이동하여 점근거성가지(AGB)에 위치하게 된다. 보통 분광형 A형의 거문고자리 RR형 변광성은 수평가지의 중간 쪽에 위치하는데, 거문고자리 RR형 변광성보다 뜨거운 수평가지의 별은 보통 청색거성으로 간주된다. 때때로 거문고자리 RR형 변광성 자체도 일부가 F형이라도 청색거성으로 불리기도 한다. 매우 뜨거운 청색수평가지(BHB)의 별들은 극수평가지(EHB) 별로 불리는데, 동일한 광도의 주계열성보다 뜨겁다. 그런 경우에 청색거성보다는 청색준왜성(sdB)이라고 불린다. 이는 주계열성일 때와 비교해서 증가한 광도와 온도 대신에 HR 도표에서 주계열의 왼쪽에 위치해 있어서 붙인 이름이다.
거성에 대해서 명확한 최대 한계는 없지만, O형 초반의 주계열성과 그와 거의 동일한 크기와 온도의 초거성을 별도로 분류하는데 점점 어려워지고 있다. 적당한 예로 50 M☉, 30,000 K를 넘으며 태양의 광도(L☉)의 10만 배가 넘는 O형 거성 둘로 구성된 근접쌍성인 플라스켓의 별이 있다. 천문학자들은 적어도 별 중 하나를 선 스펙트럼에서의 미묘한 차이에 근거해서 초거성으로 분류해야 할지 말지 아직도 의견이 분분하다.

## 진화
HR 도표의 청색거성 영역에서 발견되는 별은 일생에서의 단계가 각자 크게 다를 수 있으나, 모두 중심핵의 수소 연료를 거의 고갈한 후주계열성이다.
가장 간단한 경우에서 뜨겁고 밝은 별은 중심핵의 수소가 고갈될 때 팽창하기 시작하여 점점 밝고 차가워지면서 처음에는 청색준거성이 되고 나중에 청색거성이 된다. 중간 정도의 질량을 가진 별들은 적색거성이 될 때까지 팽창과 냉각을 지속할 것이다. 무거운 별 역시 수소껍질연소 과정으로 계속 팽창하지만, 거의 일정한 광도로 HR 도표에서 수평 방향으로 이동한다. 이리해서 이들은 적색초거성이 될 때까지 청색거성, 청색휘거성, 청색초거성, 황색초거성 단계를 빠르게 통과한다. 이러한 별들의 광도 분류는 별의 표면중력에 민감한 선 스펙트럼으로 결정되는데, 크게 팽창한 밝은 별은 I형(초거성), 어느정도 덜 팽창한 밝은 별은 II형 또는 III형으로 분류된다. 많은 청색거성은 수명이 짧은 무거운 별이기 때문에 어린 별들로 느슨하게 속박된 큰 별무리인 O-B 성협에서 발견될 수 있다.
BHB 별은 아직 커다란 수소껍질을 가지고 있다 해도 더 진화하여 헬륨 연소핵을 가진다. 또한 이들은 약 5~10M☉의 적당한 질량을 가지고 있기 때문에 더욱 무거운 청색거성보다 훨씬 오래된 경우가 많다. BHB는 주로 오래된 성단의 색-등급도에서, 헬륨 연소핵을 가지는 동일한 연령의 별들이 거의 같은 밝기에 온도가 다르게 발견되는 수평 영역에서 이름 붙여졌다. 또한 이러한 별들은 일정한 광도에 온도가 증가하면서 헬륨 연소핵 단계를 통과하여 진화하는데, 나중에 다시 AGB로 이동함으로써 온도는 감소한다. 그러나 수평가지의 청색 끝부분에서는 어두운 별의 "청색 꼬리"(blue tail)와, 가끔 훨씬 더 뜨거운 별들의 "청색 갈고리"(blue hook)가 만들어진다.
보통 청색거성으로 불리지 않는 더 진화한 뜨거운 별들도 있는데, 매우 밝고 극단적인 온도에 주로 헬륨과 질소 방출선으로 구별되는 울프-레이에 별과, 행성상성운을 형성하며 울프-레이에 별과 유사하지만 그보다 작고 가벼운 후-AGB 별이 있다. 그밖에도 성단의 주계열에서 뚜렷하게 관측되는 밝은 청색 별로 이러한 광도의 주계열성은 성단의 나이를 따지면 이미 거성이나 초거성으로 진화했어야 하는 청색낙오성과, 청색거성을 지나서 진화한 매우 무거운 별으로 스펙트럼의 큰 팽창 효과로 구별되는 청색초거성이 있다.
순전히 이론적인 영역의 별은 적색왜성이 최종적으로 수조 년이 지난 미래에 중심핵의 수소를 소진할 때 형성될 것이다. 적색왜성은 중심부까지 대류하여 헬륨을 더욱 더 응집함으로써 종래에 더 이상 핵융합을 유지할 수 없어 백색왜성으로 빠르게 붕괴할 때까지 매우 느리게 온도와 광도가 증가하는 것으로 추측된다. 이러한 별들이 태양보다 뜨거워질 수 있기는 해도 그보다 밝아질 수는 없다. 그래서 이들은 우리가 보는 오늘날에 보는 청색거성이라고 할 수 없다. 그러한 별들은 쉽게 혼동될 수 있어도 청색왜성이라고 이름 붙여졌다.

## 같이 보기
- 청색 초거성
- 적색 거성
- 거성